# Dancing Brasil (2.ª temporada)
A segunda temporada do Dancing Brasil estreou no dia 24 de julho de 2017 após o Jornal da Record com apresentação de Xuxa, sob a direção artística de Marcelo Amiky e direção-geral de Rodrigo Carelli. O programa com de 12 celebridades e 12 profissionais de dança, no qual formam duplas e disputam o prêmio final. Sérgio Marone realiza a apresentação dos bastidores, sendo responsável por entrevistar os participantes após as apresentações.
O apresentador Yudi Tamashiro e sua coreógrafa, Bárbara Guerra, foram coroados como os vencedores da segunda temporada com 80,70% dos votos do público; a atriz Suzana Alves e Tutu Morasi terminaram como vice-campeões com 10,02%; já a cantora Lexa e Lucas Teodoro ficaram em terceiro com 9,28%.

## Produção
Em 3 de abril de 2017 a RecordTV estreou a primeira temporada do Dancing Brasil. O programa gerou uma boa recepção de público e crítica, além de ter um grande desempenho comercial, lucrando quase R$ 25 milhões em cotas de patrocínio, além de uma fila de espera de outras empresas para anunciar no programa. Em 3 de maio é confirmado que o programa ganharia uma segunda temporada. Em 16 de maio é anunciado que a segunda temporada estrearia ainda em 2017 para aproveitar a boa recepção que o programa estava tendo, posteriormente confirmado para 24 de julho. Em 24 de julho é anunciado que os participantes da segunda temporada já estavam fechados, havendo ainda uma lista de reservas com outros artistas interessados em participar.

## Participantes
Os 12 participantes foram anunciados em 26 de junho de 2017 durante a final da primeira temporada.
| Celebridade      | Conhecido por          | Profissional     | Situação                                      |
| ---------------- | ---------------------- | ---------------- | --------------------------------------------- |
| Yudi Tamashiro   | Apresentador           | Bárbara Guerra   | Vencedores em 26 de setembro de 2017          |
| Suzana Alves     | Atriz                  | Tutu Morasi      | 2º lugar em 26 de setembro de 2017            |
| Lexa             | Cantora                | Lucas Téo        | 3º lugar em 26 de setembro de 2017            |
| Jaque Carvalho   | Jogadora de volei      | Marcelo Vasquez  | 8ª dupla eliminada em 18 de setembro de 2017  |
| Milene Domingues | Ex-jogadora de futebol | Rafael Machado   | 7ª dupla eliminada em 18 de setembro de 2017  |
| Carla Prata      | Modelo                 | Bruno Coman      | 6ª dupla eliminada em 11 de setembro de 2017  |
| Alinne Rosa      | Cantora                | Ygor Zago        | 5ª dupla eliminada em 4 de setembro de 2017   |
| Carlos Bonow     | Ator                   | Dani De Lova     | 4ª dupla eliminada em 21 de agosto de 2017    |
| Theo Becker      | Ator                   | Sarah Lage       | Desistentes por lesão em 21 de agosto de 2017 |
| Raphael Sander   | Ator                   | Nay Fernandes    | 3ª dupla eliminada em 14 de agosto de 2017    |
| Jesus Luz        | Modelo e DJ            | Margreet Nuijten | 2ª dupla eliminada em 7 de agosto de 2017     |
| Fernando Pires   | Cantor                 | Bella Fernandes  | 1ª dupla eliminada em 31 de julho de 2017     |

## Tabelas das notas
| Casal            | Posição | 1  | 2  | 1+2 | 3  | 4  | 5  | 6  | 7  | 8       | 9        | 10       |
| ---------------- | ------- | -- | -- | --- | -- | -- | -- | -- | -- | ------- | -------- | -------- |
| Yudi e Bárbara   | 1       | 25 | 26 | 51  | 26 | 28 | 30 | 25 | 30 | 29+0=29 | 30+28=58 | 30+28=58 |
| Suzana e Tutu    | 2       | 22 | 23 | 45  | 27 | 29 | 27 | 26 | 27 | 29+3=32 | 26+28=54 | 30+30=60 |
| Lexa e Teo       | 3       | 20 | 21 | 41  | 23 | 21 | 26 | 26 | 24 | 25+3=28 | 28+24=52 | 30+27=57 |
| Jaque e Marcelo  | 4       | 20 | 22 | 42  | 24 | 22 | 22 | 24 | 24 | 23+0=23 | 24+25=49 |          |
| Milene e Rafael  | 5       | 18 | 17 | 35  | 20 | 24 | 24 | 26 | 23 | 21+0=21 | 24+28=52 |          |
| Carla e Bruno    | 6       | 18 | 18 | 36  | 21 | 23 | 27 | —  | 24 | 24+3=27 |          |          |
| Alinne e Ygor    | 7       | 17 | 20 | 37  | 20 | 23 | 27 | —  | 20 |         |          |          |
| Carlos e Dani    | 8       | 17 | 20 | 37  | 21 | 24 | 24 |    |    |         |          |          |
| Theo e Sarah     | 9       | 17 | 19 | 36  | 21 | —  | —  |    |    |         |          |          |
| Raphael e Nay    | 10      | 19 | 18 | 37  | 20 | 22 |    |    |    |         |          |          |
| Jesus e Margreet | 11      | 13 | 16 | 29  | 18 |    |    |    |    |         |          |          |
| Fernando e Bella | 12      | 14 | 15 | 29  |    |    |    |    |    |         |          |          |

Números vermelhos indicam a menor nota de cada semana
Números verdes indicam a maior nota de cada semana
     O casal foi eliminado nessa semana
     O casal ficou na zona de risco
     O casal desistiu da competição por lesão
     O casal vencedor
     Os segundos colocados
     Os terceiros colocados

### Média das notas
| Ranking por média | Posição por eliminação | Casal            | Total de pontos | Número de danças | Média |
| ----------------- | ---------------------- | ---------------- | --------------- | ---------------- | ----- |
| 1                 | 1                      | Yudi e Bárbara   | 335             | 13               | 27.9  |
| 2                 | 2                      | Suzana e Tutu    | 327             | 13               | 27.2  |
| 3                 | 3                      | Lexa e Teo       | 298             | 13               | 24.8  |
| 4                 | 5                      | Jaque e Marcelo  | 230             | 11               | 23.0  |
| 5                 | 6                      | Carla e Bruno    | 158             | 8                | 22.6  |
| 6                 | 4                      | Milene e Rafael  | 225             | 11               | 22.5  |
| 7                 | 8                      | Carlos e Dani    | 106             | 5                | 21.2  |
| 8                 | 7                      | Alinne e Ygor    | 127             | 6                | 21.1  |
| 9                 | 10                     | Raphael e Nay    | 79              | 4                | 19.7  |
| 10                | 9                      | Theo e Sarah     | 57              | 3                | 19.0  |
| 11                | 11                     | Jesus e Margreet | 47              | 3                | 15.6  |
| 12                | 12                     | Fernando e Bella | 29              | 2                | 14.5  |